# Vatten: Guttas resa mellan himmel och hav
Vatten - Guttas resa mellan himmel och hav är en barnbok från 2005, skriven av Ingrid Zetterlund-Persson och Stefan Docksjö. Den är illustrerad av Emma Sahlén och utgiven av Hummer Publishing.
Boken handlar om vattendroppen Guttas resa genom vattnets kretslopp under fyra årstider. Boken blev av Världsnaturfonden (WWF) utsedd till Årets Pandabok i barnboksklassen 2006.
Gutta är latin och betyder just droppe.